# Gradič Vina Gorica
Gradič Vina Gorica (Weinbiichel) je gradič v naselju Vina Gorica, ki je danes del Trebnjega. Leta 1689 ga je dal sezidati grof Janez Henrik Wazenberg, kasneje pa je gradič zamenjal mnogo lastnikov. Danes je večstanovanjski objekt.